# Pyroxenit
Pyroxenit là một loại đá magma xâm nhập siêu mafic được cấu tạo chủ yếu bởi các khoáng vật thuộc nhóm pyroxen, như augit và diopside, hypersthen, bronzit hoặc enstatit. Chúng được xếp vào nhóm clinopyroxenit, orthopyroxenit, và websterit chứa cả hai loại pyroxen. Các họ hàng gần của nhóm này là hornblendit bao gồm chủ yếu là hornblend và các amphibole khác.